# Palo Duro

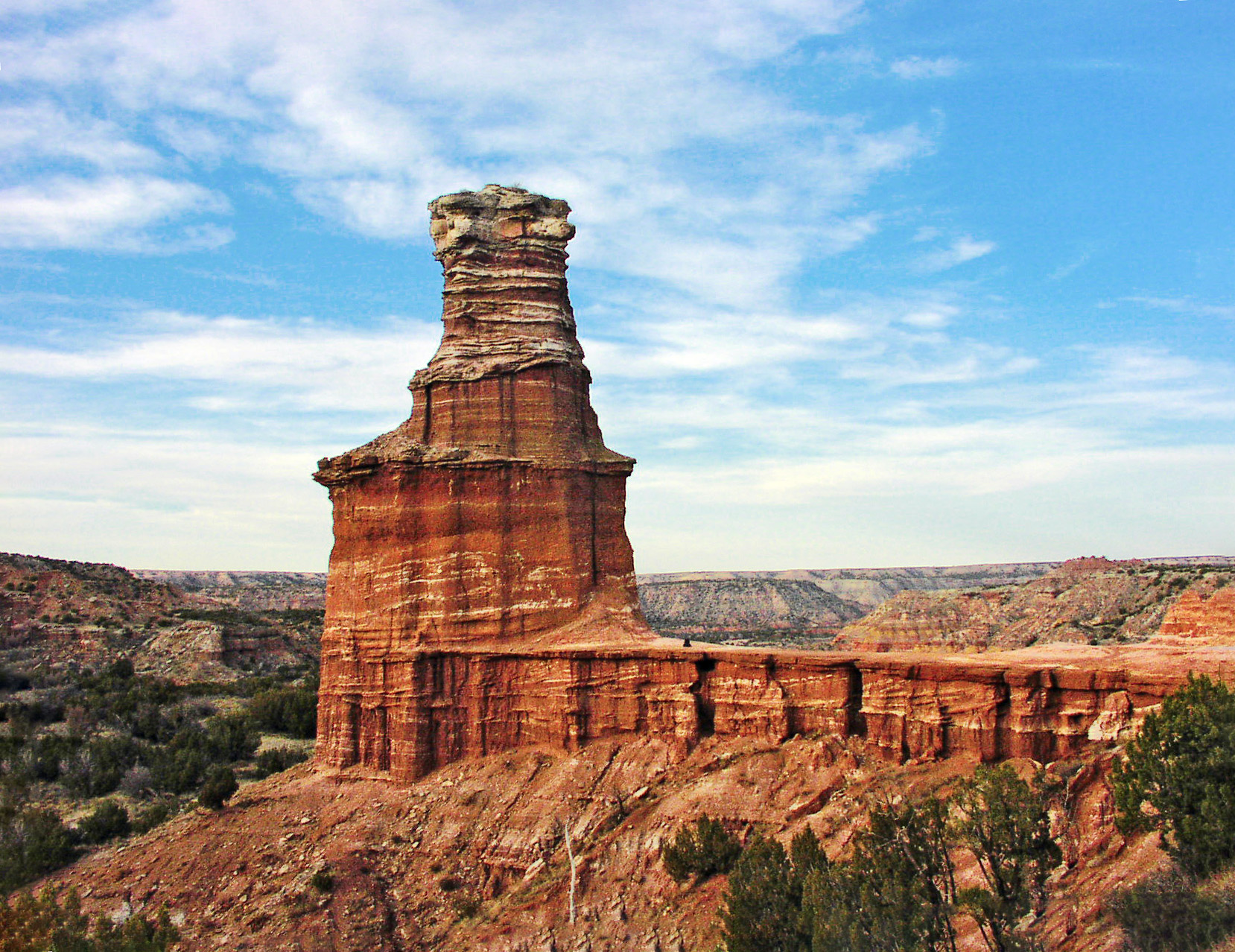
Det s.k. fyrtornet i Palo Duro

Palo Duro (spanska för "lövträ", jfr engelskans "hardwood") är en stor kanjon i nordligaste Texas. Den går genom Caprock Escarpment som utgör den nordligaste delen av Llano Estacado. 
Palo Duro är ungefär 190 km lång och i genomsnitt ca 10 km bred, även om den på vissa platser breddas till drygt 30 km. Den har ett maximalt djup av omkring 240 m. Den har skapats av Prairie Dog Town Fork, ett av de två vattendrag som flyter ihop och bildar Red River.
Det har bott människor i Palo Duro i minst 10 000 år, troligen kontinuerligt. Det första europeiska besöket gjordes 1541 av Coronado-expeditionen. På 1700-talet bosatte sig kwahadicomancherna i Llano Estacado och utnyttjade Palo Duro som mötesplats och varulager i sina affärer med comancheros. Det blev också deras sista gömställe i de nordamerikanska indiankrigens slutskede och en avgörande drabbning mellan USA:s 4:e kavalleri och comancherna ägde rum i Palo Duro 1874.